# 1257 Móra
1257 Móra è un asteroide della fascia principale. Scoperto nel 1932, presenta un'orbita caratterizzata da un semiasse maggiore pari a 2,4877963 UA e da un'eccentricità di 0,0823573, inclinata di 3,91808° rispetto all'eclittica.
Il suo nome è in onore dell'astronomo ungherese Károly Móra.